# Министарство трговине и туризма Републике Српске
Министарство трговине и туризма Републике Српске је једно од министарстава Владе Републике Српске које се бави пословима у области трговине, туризма и угоститељства унутар Републике Српске. Садашњи министар трговине и туризма Републике Српске је Денис Шулић.

## Организација
Послови у Минстарству подијељени су у три ресора унутар којих су дефинисана одјељења за појединачне послове.

#### Ресор трговине
- Одјељење за трговину и цијене
- Одјељење за планирање и развој трговине
- Одјељење за нормативно-правне послове и *управни надзор у области трговине
- Одсјем за заштиту потрошача
- Одсјек за анализу података и фискалну област

#### Ресор туризма и угоститељства
- Одјељење за туризам и угоститељство
- Одјељење за инвестициона улагања и промоцију туристичке привреде

- Одјељење за нирмативно-правне послове и управни надзор у области туризма и угоститељства

#### Ресор за правне послове
- Одјељење за европске интеграције
- Одјељење за интервентне набавке
- Одсјек за правне и кадровске послове

## Досадашњи министри
- Предраг Глухаковић, до 29. децембра 2010.
- Горана Златковић
- Бакир Ајановић